# موتور قطب‌چاکدار

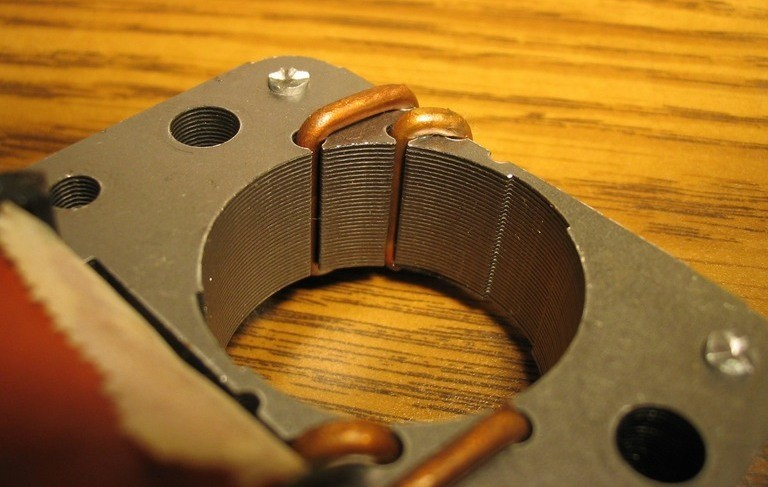
قطب‌های سایه‌ای (میله‌های مسی)

موتور قطب‌چاکدار یا موتور قطب‌سایه‌ای (به انگلیسی: Shaded-Pole Motor) نوعی از موتورهای الکتریکی است که قطب‌های ویژه‌ای دارد. بخشی از قطب‌های این نوع از موتورها به وسیلهٔ یک دور سیم‌پیچ مسی احاطه شده‌است (مطابق شکل) که به آن سیم‌پیچ سایه‌ای (Shading coil) گفته می‌شود. جریان‌های القا شده در سیم‌پیچ سایه‌ای موجب می‌شوند شار آن بخش از قطب نسبت به شار بخش دیگر لگ (تأخیر) داشته باشد. نتیجهٔ این تأخیر مانند این است که یک میدان دوار از سمت بدون چاک قطب به سمت چاکدار در حال حرکت باشد و در نتیجه یک گشتاور راه‌اندازی کوچک فراهم می‌آورد. در این نوع از موتورها بازده پایین است. موتورهای قطب‌چاکدار ارزان‌ترین نوع موتورهای کم‌توان هستند و تا حدود ۴۰ وات ساخته می‌شوند.